# 崔拉·夏普

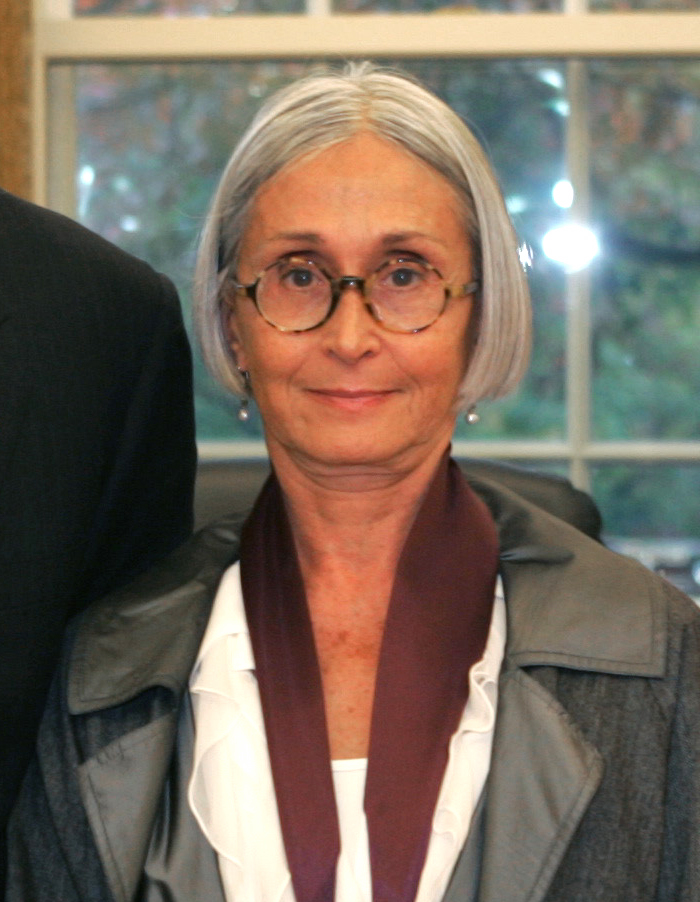
崔拉·夏普

崔拉·夏普 ( /ˈtwaɪlə ˈθɑːrp/ ；1941年7月1日—）是一位美国舞蹈家、编舞和作家。她生於波特蘭 的一个农场。 
萨普曾获得两项艾美奖、国家艺术奖章、肯尼迪中心荣誉奖以及麦克阿瑟奖。 她是美国文理科学院、美国哲学学会和荣誉会员以及美国艺术暨文学学会成員。